# Jaime Alfonso Ruiz
Jaime Alfonso Ruiz (Cali, 3 gennaio 1984) è un ex calciatore colombiano, di ruolo attaccante.

## Palmarès

### Individuale
- Capocannoniere della Pro League: 1

2008-2009 (17 gol)